# Liste der Einträge im National Register of Historic Places im Montague County
Die Liste der Registered Historic Places im Montague County führt alle Bauwerke und historischen Stätten im texanischen Montague County auf, die in das National Register of Historic Places aufgenommen wurden.

## Aktuelle Einträge
| Lfd. Nr. | Name im NRHP                     | Bild | Datum der Eintragung | Adresse/Lage              | Ort          | NRHP-ID  | Beschreibung |
| -------- | -------------------------------- | ---- | -------------------- | ------------------------- | ------------ | -------- | ------------ |
| 1        | Fort Worth and Denver City Depot |      | 1. Jan. 1975         | Jct. of US 81 and FM 3034 | Bowie        | 72001545 |              |
| 2        | Spanish Fort Site                |      | 14. Apr. 1975        | Address Restricted        | Spanish Fort | 75002000 |              |